# Alberto Valdés Ramos
Alberto Valdés Ramos (1919. június 25. – Mexikóváros, 2013. április 14.) olimpiai bajnok mexikói lovas díjugrató. 1948-ban tagja volt annak a csapatnak, amely megszerezte Mexikó történetének második olimpiai aranyérmét.

## Élete és pályafutása
Mexikóban született, de amikor 10 éves volt, apja, a mexikói hadsereg tábornoka Párizsban, a mexikói nagykövetségen kapott munkát, ezért családjával odaköltözött. A fiú a lovaglást itt, Franciaországban kedvelte meg. 1948-ban, a londoni olimpián Chihuahua nevű lovával versenyezve tagja volt annak a háromtagú csapatnak, amely aranyérmet szerzett a díjugratás csapatversenyében. Társai az egyéniben is olimpiai bajnok Humberto Mariles, valamint az egyéniben ezüstérmes Rubén Uriza voltak. Ráadásul Valdés itt az olimpián kapott egy táviratot, amelyből kiderült: nem sokkal versenye előtt otthon megszületett a kislánya.
Fia, Alberto Valdés Lacarra az 1980-as moszkvai olimpián ugyancsak a díjugratás csapatversenyében bronzérmet nyert.
Azon kívül, hogy sportolt, katonai végzettsége volt: a Colegio Militar iskolában végzett. Sportpályafutása befejeztével részt vett az 1987-ben alapított AMOM (Mexikói Olimpiai Érmesek Szövetsége) munkájában, és fontos szerepet vállalt a lovassportok mexikói népszerűsítésében is. 2011-ben, 92 éves korában ő volt a Guadalajarában rendezett Pánamerikai Játékok fáklyavivője.